# 붐붐파워
《붐붐파워》는 붐의 진행으로 SBS 파워FM(수도권 기준 FM 107.7㎒)과 SBS 러브FM(수도권 FM 103.5㎒, AM 792㎑)에서 매일 오후 4시부터 저녁 6시까지 동시 방송되는 오락 전문 라디오 프로그램이다.

## 개요
기존 SBS 러브FM에서 방송되었던 《붐의 드라이빙 클럽》의 후속작으로 2017년 3월 20일 SBS 라디오 봄 개편으로 SBS 파워FM으로 이전 편성하여 "붐붐파워"로 신설했으며, 2020년 6월 2일부터 2022년 7월 17일까지 2년간 SBS 파워FM과 SBS 러브FM에서 동시 방송되었다. 또 2022년 7월 17일 자로 5년 만에 폐지되었다.

## 코너
- 은 아직도 진행되고 있는 코너입니다.
  - 은 이미 끝난 프로그램입니다.

### 매일 코너
- 사연과 신청곡
- 섞어섞어섞어뮤직
- 한곡줍쇼
  - 한낯에 TV연예
- 암호명: 너는 뉘규
  - 춤바붐바
- 가래깃게 운동타임
- 간식타임
  - 레오나르도 다붐치
  - 이멤버 리멤버
  - 강제소환 프로젝트 : 슈가붐
  - 낑겨낑겨
- 인기가요
  - MH 리서치
  - 랫츠 Remix~ (일시중단)
  - 붐스타그램
- 즉문즉답
- 붐다방
- 붐과 음악사이

### 위클리 코너
- 판타스틱듀오
- 통하였느냐
- 전국장기자랑
- 가족오락관
- 우리동네 인기가요
  - 집밥 붐선생
- 누가누가잘하나, 노래대결!
  - 다음가사는 무엇입니까?
- 다단계 퀴즈
  - 온 앤 오프
- 집방스페셜 (토,일) - 2부
- 뮤직 고잉고잉 (토) - 3부
  - 행사다... (일) - 3부
- 노래파티 행사장에 오신걸 환영합니다!

## 청취 가능 지역
- G1방송 Fresh-FM(강원도)과 JIBS New Power FM(제주특별자치도)을 제외한 모든 지역 민영 방송사가 자체방송을 송출한다. 일부 지역에서는 인터넷 라디오 고릴라에서 청취할 수 있다.

## 임시 DJ
- 승희 (2020년 8월 28일)[4]
- 서은광 (2020년 8월 31일 ~ 9월 2일)
- 주이 (2020년 12월 3일)
- 조정식 (2021년 7월 15일)

## 지역 민방 평일, 주말 프로그램
- 다음 지역 민방 프로그램은 오후 4시부터 저녁 6시까지 방송되었다.
- 수도권(SBS 파워FM), 강원권 (G1 Fresh FM),  제주권(JIBS New Power FM)에서만 방송되었다.

| 방송 채널    | 프로그램 | 지역                                 | 진행자                   |
| ------------ | --- | ------------------------------------ | ------------------------ |
| JTV MAGIC FM | 송슬기의 슬기로운 라디오 생활(월~토) 원옥화의 모카라디오(일)                                                                                            | 전라북도                             | 송슬기 원옥화            |
| kbc My FM    | 서지연의 뮤직 포레스트(평일) 추억찾기(주말) | 광주광역시, 전라남도                 | 서지연 김도엽            |
| CJB JOY FM   | 길원득의 음악앨범 | 충청북도                             | 길원득                   |
| TBC Dream FM | 달콤한 오후 이수정입니다 (평일 16:00~17:50,토요일 16:00~18:00, 일요일 비시즌 16:00~17:00, 정규시즌 ~18:00) TBC 가요아카데미 (비시즌 일요일 17:00~18:00) | 대구광역시, 경상북도                 | 이수정                   |
| ubc Green FM | 행복한 네시 정윤지입니다(월~토) 일요음악특급(일) | 울산광역시                           | 정윤지(월~토) 이승재(일) |
| KNN 파워FM   | 라기오, 성은진의 노래하나 얘기둘 (16:00~17:50) KNN 웰빙라이프 (17:50~18:00)                                                                             | 부산광역시, 경상남도                 | 라기오,성은진            |
| KNN 러브FM   | 라기오, 성은진의 노래하나 얘기둘 (16:00~17:50) KNN 웰빙라이프 (17:50~18:00)                                                                             | 부산광역시, 경상남도                 | 라기오,성은진            |
| TJB POWER FM | 가요캠프 | 대전광역시, 세종특별자치시, 충청남도 | 최덕환                   |